# Pamela Rendi-Wagner
Joy Pamela Rendi-Wagner (ur. 7 maja 1971 w Wiedniu) – austriacka polityk, lekarka i nauczyciel akademicki, w 2017 minister zdrowia, od 2018 do 2023 przewodnicząca Socjaldemokratycznej Partii Austrii (SPÖ).

## Życiorys
W 1996 ukończyła studia medyczne na Uniwersytecie Wiedeńskim. Kształciła się następnie w Londynie w London School of Hygiene & Tropical Medicine oraz w Royal College of Physicians. Specjalizowała się w zakresie medycyny i higieny tropikalnej. W 2008 habilitowała się w tej dziedzinie na Wiedeńskim Uniwersytecie Medycznym.
W 1998 została pracownikiem naukowym Wiedeńskiego Uniwersytetu Medycznego. Praktykowała również w Kaiser-Franz-Josef-Spital. W latach 2008–2011 wykładała na Uniwersytet Telawiwskim. W latach 2011–2017 kierowała wydziałem zdrowia publicznego i spraw medycznych w federalnym ministerstwie zdrowia, przewodniczyła również BASG, urzędowi zajmującemu się bezpieczeństwem w służbie zdrowia.
8 marca 2017 powołana na stanowisko ministra zdrowia i spraw kobiet w rządzie Christiana Kerna. W tym samym miesiącu wstąpiła do Socjaldemokratycznej Partii Austrii.
W wyborach w 2017 z ramienia socjaldemokratów została wybrana do Rady Narodowej XXVI kadencji. 18 grudnia 2017 zakończyła pełnienie funkcji rządowej. We wrześniu 2018 została desygnowana na nową przewodniczącą Socjaldemokratycznej Partii Austrii, a w listopadzie 2018 formalnie wybrana na tę funkcję. W 2019 utrzymała mandat deputowanej do niższej izby austriackiego parlamentu; kierowani przez nią socjaldemokraci przegrali wówczas ponownie z ludowcami, tracąc 12 mandatów.
W 2023 zajęła trzecie miejsce w głosowaniu na przewodniczącego partii przeprowadzonym wśród członków SPÖ. W czerwcu 2023 na tej funkcji zastąpił ją Andreas Babler.